# Urgewald
Urgewald ist ein deutscher gemeinnütziger Verein mit Sitz in Sassenberg, der sich seit 1992 für Umweltschutz und Menschenrechte einsetzt. Er begleitet als Umweltschutzorganisation die deutsche Wirtschafts- und Entwicklungspolitik kritisch und dokumentiert u. a. die sozialen, ökologischen und ökonomischen Folgen von Exportkrediten wie z. B. Hermes-Bürgschaften, für Energieerzeugungs- bzw. Staudamm-Projekte, für Atomkraft-Vorhaben und der Papierproduktion.
In der Studie Bittere Kohle in Zusammenarbeit mit „Keepers of the Mountains“ und der Menschenrechtsorganisation FIAN kritisiert Urgewald die Verlagerung der Ewigkeitskosten im Steinkohlebergbau nach Kolumbien, Südafrika, USA und Russland, insbesondere durch das Wegsprengen von Bergspitzen durch Mountaintop removal mining. Gefordert werden Transparenz bei Steinkohleimporten für die deutsche Stromproduktion sowie verbindliche und überprüfbare Sozial- und Umweltstandards.
In der Bewegung des Divestments aus fossilen Energie-Unternehmen wurden unter entscheidender Mithilfe von Urgewald Erfolge erzielt: So erklärten der Allianz-Konzern sowie der Pensionsfonds Norwegens – größter Staatsfonds der Welt (Stand 2013) – den deutlichen Abbau von Investitionen in die Kohleindustrie.

## Arbeitsweise und Kampagnen
Um Aufmerksamkeit auf Themen zu lenken, organisiert Urgewald regelmäßig Kampagnen.
Diese beziehen sich zumeist auf kritische Sektoren wie Rüstungshandel, Atomkraftwerke oder die Kohleindustrie. Im Fokus steht dabei die tragende Rolle von Finanziers, wie Banken, Versicherer und Investoren, mit deren Geld Umwelt- und Menschenrechtsverletzungen finanziert werden. In diesem Zuge geraten auch (multilaterale) Entwicklungsbanken sowie deren Entwicklungsprojekte in Kritik.
Große Aufmerksamkeit erregten darüber hinaus konzertierte Aktionen:
- Urgewald hat maßgeblich dazu beigetragen, dass ein Konsortium europäischer Banken Pläne zur Finanzierung eines bulgarischen Kernkraftwerks im erdbebengefährdeten Belene zurückgezogen hat.[16][17]
- Urgewald wandte sich gegen die Finanzierung der Dakota Access Pipeline[18] und verweist auf das von der Partnerorganisation BankTrack zusammengestellte Zahlenmaterial.[19]

Kritisch ins Visier nahm Urgewald im Besonderen die Deutsche Bank, die Bayerische Landesbank und Thyssenkrupp.

## Recherchen zur Kohle-, Öl- und Gasindustrie
Auf der UN-Klimakonferenz in Bonn 2017 (COP 23) stellte Urgewald eine selbst recherchierte Datenbank über die größten Kohlefirmen weltweit vor, mit der es z. B. Finanzdienstleistern eigene Recherchen zu entsprechendem Anlagemanagement und Divestment-Entscheidungen erleichtern will. Die Liste der 775 Unternehmen wurde mit weiteren Informationen unter dem Titel Global Coal Exit List: Divestment Made Easy! („Liste zum globalen Kohleausstieg: Divestment leicht gemacht!“) auf coalexit.org veröffentlicht.
Im Oktober 2018 folgte die Coal Plant Developers List („Liste der Entwickler von Kohlekraftwerken“). Diese enthält aktualisierte Informationen zu den 120 Unternehmen, die nach Urgewalds Kriterien am wichtigsten für ein Divestment aus der Kohle seien. Zwei Monate darauf veröffentlichte Urgewald zusammen mit BankTrack und 26 weiteren Nichtregierungsorganisationen Daten zu jenen Banken und Investoren, welche die 120 Unternehmen der Coal Plant Developers List finanzieren.
Im November 2021 präsentierte Urgewald seine neue Datenbank „Global Oil and Gas Exit List“ (GOGEL) auf der UN-Klimakonferenz in Glasgow (COP 26). Die Liste umfasst derzeit 887 Unternehmen und bildet damit knapp 95 % der weltweiten Öl- und Gasproduktion ab. Mit Hilfe von GOGEL sollen sowohl öffentliche als auch private Finanzinstitute dazu bewegt werden, die Expansion der Öl- und Gasbranche nicht länger zu unterstützen.
Die Daten von Urgewald waren Grundlage einer Recherche des britischen Think-Tanks Common Wealth, der medienwirksam fossile Investitionen unter dem ESG-Label durch Finanzdienstleister und Vermögensverwalter wie BlackRock, State Street und Legal & General nachwies.

## Erfolge
Zu den größten Erfolgen von Urgewald gehören die verschiedenen Divestment-Entscheidungen, die maßgeblich von der Organisation mit herbeigeführt wurden. Zu den größten Erfolgen gehörten u. a. die Divestment-Entscheidung des Staatlichen Pensionsfonds des Königreiches Norwegen im Jahr 2015, und der Ausstieg von großen Versicherungsunternehmen wie Axa und Allianz aus der Versicherung von Kohlegeschäften.

## Rassismusdebatte
Im Sommer 2020 gab es eine Rassismusdebatte, weil in einem Tweet von Greenpeace der Name der Umweltschutzorganisation Urgewald zwar genannt wurde, die als einzige Person of Color mitwirkende Urgewald-Aktivistin Tonny Nowshin aber nicht auf den veröffentlichten Fotos gezeigt wurde, sondern nur die weißen Aktivisten von Fridays for Future und Greenpeace.

## Struktur
Der Vorstand besteht aus Hedwig Tarner, Werner Rolf und Christoph Benze. Geschäftsführerin ist Heffa Schücking. Urgewald ist Mitglied im Dachverband der Kritischen Aktionärinnen und Aktionäre.

## Auszeichnungen
2010: Preis für Zivilcourage der Solbach-Freise-Stiftung